# Megachile semiluctuosa
Megachile semiluctuosa är en biart som beskrevs av Smith 1853. Megachile semiluctuosa ingår i släktet tapetserarbin, och familjen buksamlarbin. Inga underarter finns listade i Catalogue of Life.